# El Palmar (Chiapas)
El Palmar es una localidad del estado mexicano de Chiapas. Es parte del municipio de Chiapa de Corzo.

## Demografía
| Gráfica de evolución demográfica |
|                                  |

| Censo | Población |
| ----- | --------- |
| 1900  | 456       |
| 1910  | 344       |
| 1921  | 564       |
| 1930  | 471       |
| 1940  | 585       |
| 1950  | 704       |
| 1960  | 1 021     |
| 1970  | 834       |
| 1980  | 812       |
| 1990  | 1 091     |
| 2000  | 1 306     |
| 2010  | 1 477     |
| 2020  | 1 748     |